# The Sport of Kings
The Sport of Kings es el octavo álbum de estudio de la banda canadiense de hard rock Triumph y fue publicado en 1986.  Fue grabado en los estudios Metalworks en Mississauga, Ontario, Canadá.

## Historia
The Sport of Kings es el penúltimo álbum que presenta al cantante, guitarrista y principal compositor Rik Emmett, por los problemas que estaban experimentando en ese momento. Mike Levine no grabó los teclados en este disco y se contrataron a tres teclistas foráneos para grabarlos. Rik Emmett cantó en seis de las diez canciones del álbum que incluyen voces, cuatro temas fueron interpretadas por Gil Moore y en la canción «Hooked On You» cantaron a dueto Emmett y Moore. La grabación de The Sport of Kings estuvo marcada por la tensión entre la banda y su discográfica MCA, de hecho, Emmett ha expresado su disgusto por el modo en que fue grabado el álbum, y en su momento, Emmett pidió que el álbum fuera grabado en el estudio L2K, en Mallorca, España.
The Sport of Kings se posicionó en el lugar 36.° del Billboard 200, mientras que el sencillo «Somebody's Out There» se ubicó en el 27.° lugar del Billboard Hot 100 en los Estados Unidos.  En Canadá el álbum entró a la lista de la revista RPM en el lugar 88.° y el 11 de octubre de 1986 se colocó en la 52.ª posición.

## Lista de canciones

### Lado A
| A Side |                        |                                         |          |  |
| N.º    | Título                 | Escritor(es)                            | Duración |  |
| 1.     | «Tears in the Rain»    | Rik Emmett / Michael Levine / Gil Moore | 3:54     |  |
| 2.     | «Somebody's Out There» | Emmett / Levine / Moore                 | 4:04     |  |
| 3.     | «What Rules My Heart»  | Emmett / Levine / Moore                 | 3:52     |  |
| 4.     | «If Only»              | Emmett / Levine / Moore                 | 4:00     |  |
| 5.     | «Hooked On You»        | Emmett / Levine / Moore                 | 3:22     |  |

### Lado B
| B side |                                  |                                          |          |  |
| N.º    | Título                           | Escritor(es)                             | Duración |  |
| 6.     | «Take a Stand»                   | Emmett / Levine / Moore                  | 4:33     |  |
| 7.     | «Just One Night»                 | Tony Fanucchi / Eric Martin / Neal Schon | 3:40     |  |
| 8.     | «Embrujo»                        | Emmett / Levine / Moore                  | 1:29     |  |
| 9.     | «Play with the Fire»             | Emmett / Levine / Moore                  | 5:18     |  |
| 10.    | «Don't Love Anybody Else But Me» | Ed Roynesdal                             | 3:55     |  |
| 11.    | «In the Middle of the Night»     | Emmett / Levine / Moore                  | 4:37     |  |

## Formación
- Rik Emmett — voz principal, guitarra, synclavier y coros.
- Gil Moore — batería, percusiones, voz principal (en las canciones «Tears in the Rain», «What Rules My Heart», «Just One Night» y «Hooked On You») y coros.
- Michael Levine — bajo, teclado y coros.
- Lou Pomanti — teclado
- Michael Boddicker — teclado
- Scott Humphrey — teclado
- Johnny Rutledge — coros
- David Blamires — coros
- Neil Donell — coros